# Mykolajiwka (Wolnowacha)
Mykolajiwka (ukrainisch Миколаївка; russisch Николаевка Nikolajewka) ist ein Dorf in der ukrainischen Oblast Donezk mit etwa 1500 Einwohnern (2001).

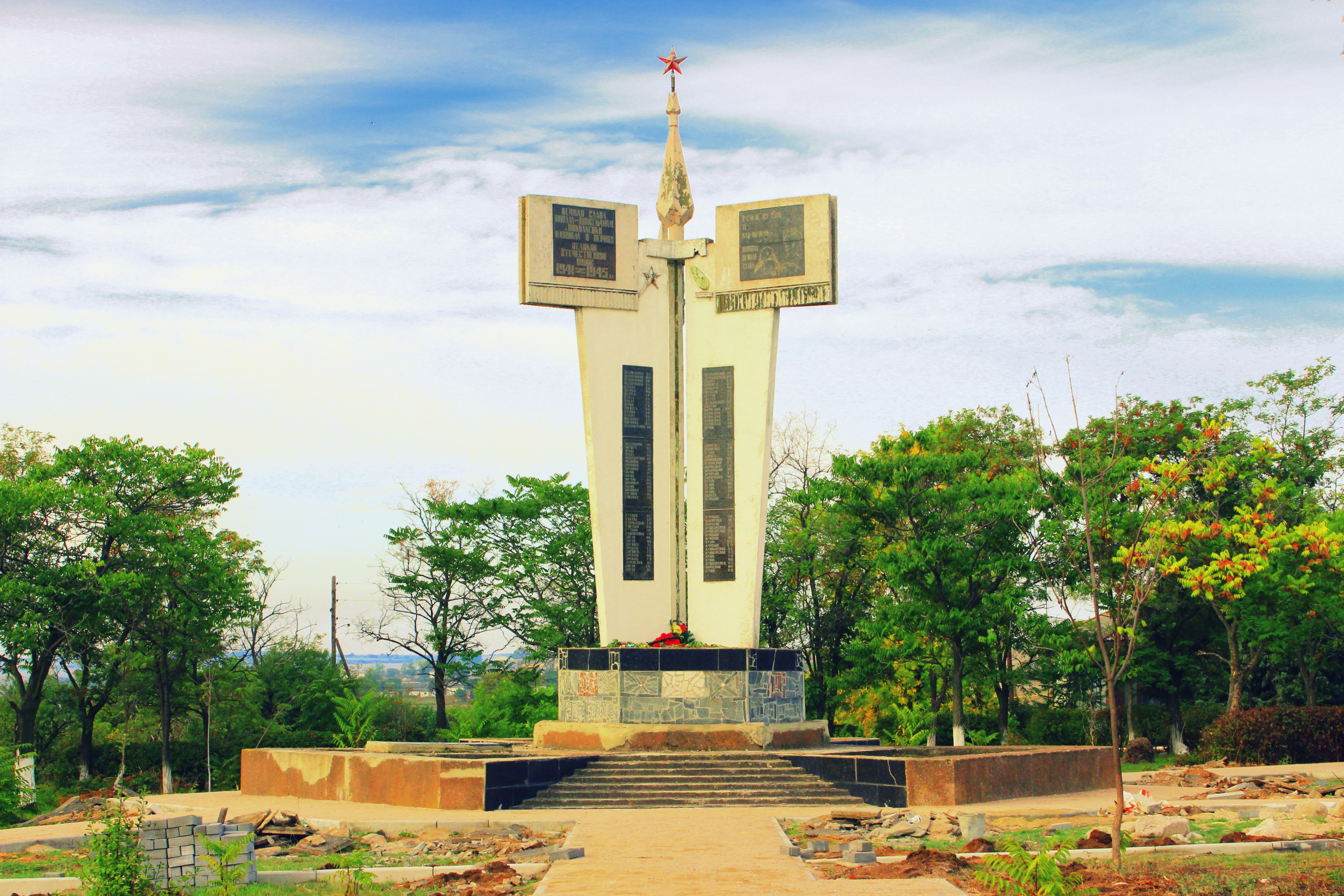
Denkmal für die während des Großen Vaterländischen Kriegs gefallenen einheimischen Soldaten

Das 1813 gegründete Dorf liegt auf einer Höhe von 156 m am Ufer der Mokra Wolnowacha (Мокра Волноваха), einem 63 km langen, rechten Nebenfluss des Kalmius, 12 km südöstlich der Siedlung städtischen Typs Nowotrojizke, 18 km westlich vom Rajonzentrum Wolnowacha und 47 km südlich vom Oblastzentrum Donezk. Zehn Kilometer westlich vom Dorf verläuft die Fernstraße N 20 und
östlich vom Dorf verläuft die Front zur von der Zentralregierung abtrünnigen „Volksrepublik Donezk“.
Am 12. Juni 2020 wurde das Dorf ein Teil neugegründeten Siedlungsgemeinde Olhynka, bis dahin bildete sie zusammen mit den Dörfern Nowohnatiwka (Новогнатівка), Bohdaniwka (Богданівка) und Wiktoriwka (Вікторівка) die gleichnamige Landratsgemeinde Wolodymyriwka (Миколаївська сільська рада/Mykolajiwska silska rada) im Nordosten des Rajons Wolnowacha.

## Söhne und Töchter der Ortschaft
- Iwan Dsjuba (1931–2022), ukrainischer Literaturkritiker, Autor, sozialer Aktivist, Politiker und sowjetischer Dissident